# Oberonia elmeri
Oberonia elmeri är en orkidéart som beskrevs av Oakes Ames. Oberonia elmeri ingår i släktet Oberonia och familjen orkidéer. Inga underarter finns listade i Catalogue of Life.